# Tonopah
Tonopah és una concentració de població designada pel cens dels Estats Units i seu del comtat de Nye a l'estat de Nevada. Segons el cens del 2000 tenia 2.627 habitants.

## Demografia
Segons el cens del 2000, Tonopah tenia 2.627 habitants, 1.109 habitatges, i 672 famílies La densitat de població era de 62,59 habitants per km².
Dels 1.109 habitatges en un 32,2% hi vivien nens de menys de 18 anys, en un 48,9% hi vivien parelles casades, en un 7,5% dones solteres, i en un 39,4% no eren unitats familiars. En el 34,2% dels habitatges hi vivien persones soles el 10,1% de les quals corresponia a persones de 65 anys o més que vivien soles. El nombre mitjà de persones vivint en cada habitatge era de 2,33 i el nombre mitjà de persones que vivien en cada família era de 3,03.
Per edats la població es repartia de la següent manera: un 27,1% tenia menys de 18 anys, un 6,2% entre 18 i 24, un 29,3% entre 25 i 44, un 27,3% de 45 a 64 i un 10,1% 65 anys o més.
L'edat mediana era de 38,7 anys. Per cada 100 dones hi havia 108,33 homes. Per cada 100 dones de 18 o més anys hi havia 105,91 homes.
La renda mediana per habitatge era de 37.401 $ i la renda mediana per família de 47.917 $. Els homes tenien una renda mediana de 40.018 $ mentre que les dones 22.056 $. La renda per capita de la població era de 18.256 $. Aproximadament el 5,7% de les famílies i l'11,2% de la població estaven per davall del llindar de pobresa.

## Poblacions properes
El següent diagrama mostra les poblacions més properes.